# Aytaç Kara
Aytaç Kara (İzmir, 22 maart 1993) is een Turks voetballer die als defensieve middenvelder speelt. In 2013 debuteerde hij in het Turks voetbalelftal.

## Clubcarrière
Aytaç speelde zeven jaar in de jeugdopleiding van Altay Izmir. Hij debuteerde tijdens het seizoen 2010/11 in het eerste elftal. Het seizoen erna speelde hij twintig wedstrijden voor Altay, waarna Eskişehirspor hem naar de Süper Lig haalde. Hij debuteerde op 31 augustus 2012 op het hoogste niveau als invaller in een competitiewedstrijd tegen Mersin İdman Yurdu.
In de winterse transferperiode in februari 2015 verkocht Eskişehirspor Aytac voor 2,1 miljoen euro aan Trabzonspor.
In 2017 werd hij verhuurd aan Evkur Yeni Malatyaspor. Daarna speelde hij respectievelijk bij Bursaspor en Kasımpaşa totdat hij in de zomer van 2021 zijn handtekening zette onder een driejarig contract bij Galatasaray. Na een korte huurperiode bij Göztepe keerde hij terug naar Kasımpaşa.

## Interlandcarrière
Aytaç debuteerde op 19 november 2013 voor Turkije in een vriendschappelijke interland tegen Wit-Rusland. Hij viel in de rust in voor Oğuzhan Özyakup.
| Interlands van Aytaç Kara voor Turkije | Interlands van Aytaç Kara voor Turkije | Interlands van Aytaç Kara voor Turkije | Interlands van Aytaç Kara voor Turkije | Interlands van Aytaç Kara voor Turkije | Interlands van Aytaç Kara voor Turkije | Interlands van Aytaç Kara voor Turkije |
| Nr.                                    | Datum                                  | Wedstrijd                              | Uitslag                                | Soort wedstrijd                        | Doelpunten                             | Assists                                |
| Als speler bij Eskişehirspor           | Als speler bij Eskişehirspor           | Als speler bij Eskişehirspor           | Als speler bij Eskişehirspor           | Als speler bij Eskişehirspor           | Als speler bij Eskişehirspor           | Als speler bij Eskişehirspor           |
| -------------------------------------- | -------------------------------------- | -------------------------------------- | -------------------------------------- | -------------------------------------- | -------------------------------------- | -------------------------------------- |
| 1.                                     | 19 november 2013                       | Turkije – Wit-Rusland                  | 2 – 1                                  | Vriendschappelijk                      | 0                                      | 0                                      |